# Eyalat de Karaman
L'eyalat de Karaman fou una divisió administrativa otomana que es va crear després de la conquesta de l'emirat o beilicat de Karaman-oğlu el 1483. Es va dividir en dues parts, l'oriental i costera amb Konya, que n'era la capital, i Mut (Turquia), i la interior coneguda com Kharidj. A la meitat del segle xv en fou separat el sandjak d'Iç-Ili. Al segle xvii abraçava els sandjaks d'Aksaray, Akşehir, Beyşehir, Kayseri, Kırşehir, Niğde i Konya. La reforma administrativa del 1864 va transformar l'eyalat en el wilayat o província de Konya.